# 張源思
張源思（？年—？年），號睿衷，浙江嘉兴府海盐县籍，海宁县人。明朝末年政治人物。

## 生平
崇祯三年（1630年）庚午科浙江乡试舉人，四年（1631年）联捷辛未科进士。吏部观政，六年授广东高要县知县，十二年丁忧去职。事母盡孝，与兄张源成、弟张源長友爱無間，曾经伏闕陳情，皇帝下詔旌表其母庄氏。